# Güstrower Torhäuser

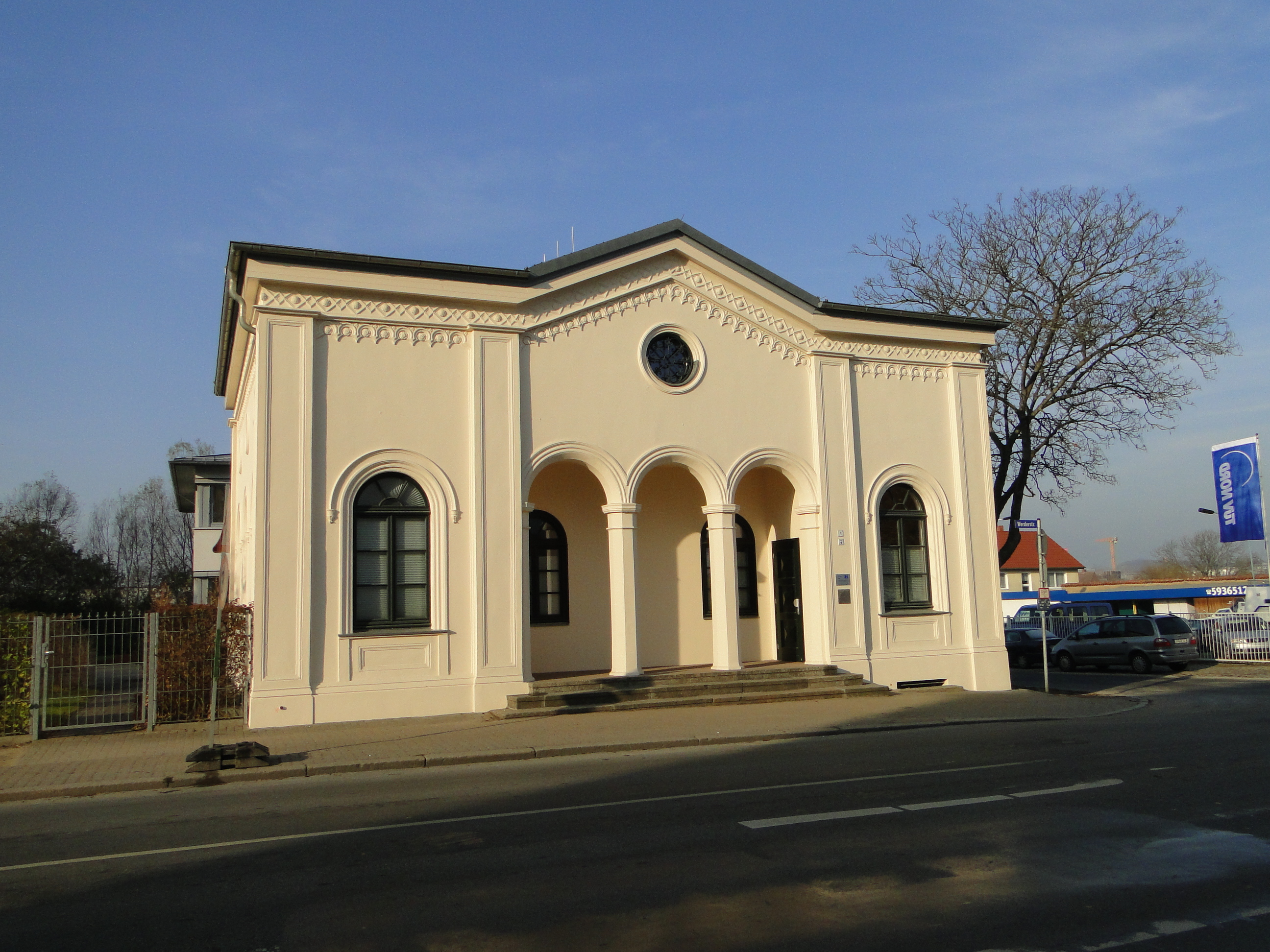
Nr. 1: Torhaus

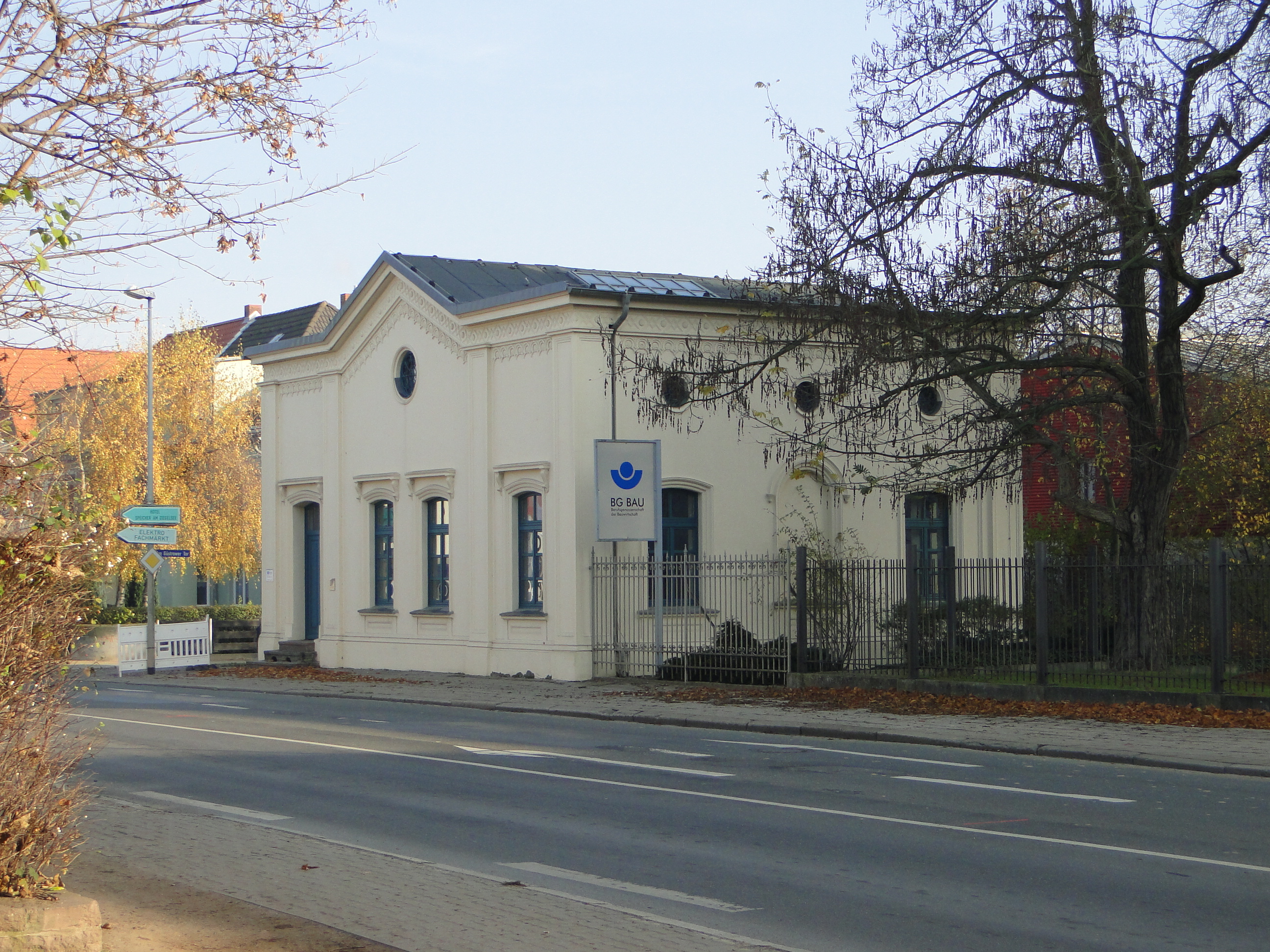
Nr. 2: Torhaus

Die ehemaligen Güstrower Torhäuser (Torhäuser Werderstraße) in Schwerin, Stadtteil Werdervorstadt, Werderstraße 1 und 2, sind Baudenkmäler in Schwerin.  

## Geschichte
Die Schelfstadt, ursprünglich die Schelfe, seit 1349 auch Neustadt, entwickelte sich seit dem 11. Jahrhundert als zunächst selbstständiger Ort und ab 1705 als Stadt und wurde 1832 Stadtteil von Schwerin. Die Werdervorstadt gehörte als Feldmark dazu und war im 19. Jahrhundert nur dünn bebaut.
Zwischen 1840 und 1843 entstanden die Torhäuser an den Stadtzufahrten (Berliner, Güstrower, Lübecker, Wismarsche und Wittenburger Stadttore) zu Schwerin, um eine Akzise (Binnenzoll bzw. Steuer auf Verbrauchsgüter) erheben zu können.
Die beiden Güstrower Tore an der Straße nach Güstrow wurden im klassizistischen Stil nach Plänen von Hofbaumeister Georg Adolph Demmler gebaut. Die Nr. 1 wird geprägt durch den Portikus und die Rundbögen. Die Nr. 2 hat hingegen nach Umbauten 1877 heute die klassizistischen eckigen Fenster und Türen.
1863 wurden in Mecklenburg-Schwerin die Binnenzölle mit Ausnahme der Damm-, Wege- und Brückengelder aufgehoben und die Tore verloren ihre Funktion. Beide Häuser werden nach Sanierungen in den späten 1990er Jahren heute durch Firmen genutzt.

## Weitere Tor- und Zollhäuser in Schwerin
Als weitere ehemalige Tor- bzw. Zollhäuser in Schwerin stehen noch die Berliner Torhäuser am Platz der Jugend 12 und 14 (Demmlerbauten), das Feldtor später Pförtnerhaus bzw. Gasthaus am Alten Friedhof (Obotritenring 245/247) und die stark zu Wohnhäusern umgebauten Torhäuser Wittenburger Straße 55 und 58 (Demmlerbauten). Als ehemalige Zollhäuser sind zu nennen Am Packhof 1a, außerdem die zum Wohnhaus umgebauten Chausseezollhäuser Alte Crivitzer Landstraße 27 und An der Chaussee 15.